# Дімітріос Танопулос
Дімітріос Танопулос (грец. Δημήτριος Θανόπουλος; нар. 2 серпня 1959, Стемниця, Аркадія) — грецький борець греко-римського стилю, чемпіон світу серед військовослужбовців, срібний та дворазовий бронзовий призер Середземноморських ігор, срібний призер Олімпійських ігор.

## Життєпис
Дімітріос Танопулос народився в 1959 році в Стемниці, Аркадія. У віці 13 років він приїхав до Афін і познайомився з боротьбою. Він 9 разів був чемпіоном Греції та мав багато відзнак за межами Греції.
Його найбільшим успіхом став виступ на Олімпійських іграх 1984 року в Лос-Анджелесі, де він виборов срібну медаль, другу медальдля Греці у греко-римській боротьбі після Стеліоса Мігіакіса, у ваговій категорії до 82 кг. У напруженому фіналі, ведучи в рахунку 2:0, він все ж після запеклої боротьби зазнав поразки від румуна Йона Драйки з рахунком 3:4. На тих самих Олімпійських іграх Хараламбос Холідіс виборов для грецької збірної ще одну, третю, бронзову медаль у ваговій категорії до 57 кг.
Пвсля завершення кар'єри борця він був тренером чоловічої збірної Греції з греко-римської боротьби з 1998 по 2000 рік.
Разом з Георгіосом Румбанісом у 1985 році він став засновником Асоціації олімпійських чемпіонів Греції.
Дімітріс Танопулос служить у пожежній службі.
У 1984 році Всегрецька асоціація спортивної преси визнала його найкращим спортсменом Греції.

## Спортивні результати на міжнародних змаганнях

### Виступи на Олімпіадах
| Змагання                    | Збірна | Вагова категорія                 | Місце  |
| --------------------------- | ------ | -------------------------------- | ------ |
| Літні Олімпійські ігри 1984 | Греція | греко-римська боротьба, до 82 кг | Срібло |

### Виступи на Чемпіонатах світу
| Змагання                        | Збірна | Вагова категорія                 | Місце |
| ------------------------------- | ------ | -------------------------------- | ----- |
| Чемпіонат світу з боротьби 1987 | Греція | греко-римська боротьба, до 82 кг | 14    |
| Чемпіонат світу з боротьби 1991 | Греція | греко-римська боротьба, до 82 кг | 15    |

### Виступи на Чемпіонатах Європи
| Змагання                         | Збірна | Вагова категорія                 | Місце |
| -------------------------------- | ------ | -------------------------------- | ----- |
| Чемпіонат Європи з боротьби 1981 | Греція | греко-римська боротьба, до 82 кг | 12    |
| Чемпіонат Європи з боротьби 1984 | Греція | греко-римська боротьба, до 82 кг | 7     |

### Виступи на Чемпіонатах світу серед військовослужбовців
| Змагання                                                  | Збірна | Вагова категорія                 | Місце  |
| --------------------------------------------------------- | ------ | -------------------------------- | ------ |
| Чемпіонат світу з боротьби серед військовослужбовців 1983 | Греція | греко-римська боротьба, до 82 кг | Золото |

### Виступи на Середземноморських іграх
| Змагання                    | Збірна | Вагова категорія                 | Місце  |
| --------------------------- | ------ | -------------------------------- | ------ |
| Середземноморські ігри 1979 | Греція | греко-римська боротьба, до 82 кг | Бронза |
| Середземноморські ігри 1983 | Греція | греко-римська боротьба, до 82 кг | Срібло |
| Середземноморські ігри 1987 | Греція | греко-римська боротьба, до 82 кг | Бронза |

### Виступи на Балканських іграх
| Змагання             | Збірна | Вагова категорія                 | Місце |
| -------------------- | ------ | -------------------------------- | ----- |
| Балканські ігри 1979 | Греція | греко-римська боротьба, до 82 кг | 4     |

### Виступи на інших змаганнях
| Змагання                                      | Збірна | Вагова категорія                 | Місце  |
| --------------------------------------------- | ------ | -------------------------------- | ------ |
| Гран-прі Німеччини з боротьби 1982            | Греція | греко-римська боротьба, до 82 кг | 7      |
| Чемпіонат Європейського ринку з боротьби 1982 | Греція | греко-римська боротьба, до 82 кг | Золото |
| Турнір Акрополіса 1990                        | Греція | греко-римська боротьба, до 82 кг | Золото |